# Dengeki G's Comic
Dengeki G's Comic (電撃G'sコミック Dengeki Jīzu Komikku) là một tạp chí seinen manga Nhật Bản ấn hành bởi ASCII Media Works. Tạp chí ra mắt dưới dạng kỹ thuật số lần đầu tiên vào ngày 9 tháng 8 năm 2012 với quyển 0, và bắt đầu xuất hiện hàng tháng với số tiếp theo ra mắt ngày 15 tháng 10 năm 2012. Từ tháng 4 năm 2013 đến tháng 4 năm 2014, tạp chí ra mắt hai tuần một lần. Dengeki G's Comic bắt đầu được ấn hành đều đặn hàng tháng kể từ số tháng 6 phát hành ngày 30 tháng 4 năm 2014. Kể từ khi tạp chí đã trở thành một xuất bản phẩm thật sự, một lượng lớn manga ra mắt thường kỳ hàng tháng trên Dengeki G's Magazine của cùng nhà xuất bản được chuyển sang đăng trên Dengeki G's Comic.

## Manga được đăng
| Tựa đề                                        | Tác giả              | Minh họa                     | Số đăng                                 |
| --------------------------------------------- | -------------------- | ---------------------------- | --------------------------------------- |
| And you thought there is never a girl online? | Shibai Kineko        | Kazui Ishigami               | Tháng 10 năm 2014 - nay                 |
| Angel Beats! Heaven's Door                    | Jun Maeda            | Yuriko Asami                 | Tháng 6 năm 2014[T] – nay               |
| Appare! Tenkagomen                            | BaseSon              | Sōsuke Miyashiro             | Tháng 11 năm 2015[B] – nay              |
| Charlotte                                     | Jun Maeda            | Makoto Ikezawa, Yū Tsurusaki | Tháng 9 năm 2015- nay                   |
| Charlotte The 4-koma: Seishun o Kakenukero!   | Jun Maeda            | Haruka Komowata              | Tháng 5 năm 2015- nay                   |
| Chōkōsennin Haruka                            | AliceSoft            | Ponkotsu Works               | Tháng 10 năm 2015[B] – nay              |
| Daitoshokan no Hitsujikai                     | August               | Akane Sasaki                 | Tháng 6 năm 2014[A] – tháng 1 năm 2015  |
| Idolising!                                    | Sakaki Hirozawa      | Shinnosuke Fujishima         | Tháng 6 năm 2014[T] – Tháng 9 năm 2014  |
| Idolising Gaiden: Orin Rising!                | Sakaki Hirozawa      | Chiruwo Kazahana             | Tháng 6 năm 2014[T] – Tháng 9 năm 2014  |
| Little Busters! End of Refrain                | Key                  | Zen                          | Tháng 6 năm 2014[T] – tháng 1 năm 2015  |
| Little Busters! EX The 4-koma                 | Key                  | Yūya Sasagiri                | Tháng 6 năm 2014[T] – tháng 12 năm 2014 |
| Love Live!                                    | Sakurako Kimino      | Arumi Tokita                 | Tháng 6 năm 2014[T] – nay               |
| Love Live! School Idol Diary                  | Sakurako Kimino      | Masaru Oda                   | Tháng 6 năm 2014 – nay                  |
| Mahō Ineko to Garasu no Kutsushita            | Daisuke Moriyama     | Daisuke Moriyama             | Tháng 11 năm 2015 – nay                 |
| Menacing Dog's                                | Shaa                 | Shaa                         | Tháng 5 năm 2015[B] – nay               |
| Ore no Kōhai ga Konna ni Kawaii Wake ga Nai   | Tsukasa Fushimi      | Sakura Ikeda                 | Tháng 6 năm 2014[A] – Tháng 7 năm 2015  |
| Plastic Memories: Say to Good-bye             | Naotaka Hayashi      | Yūyū                         | Tháng 6 năm 2015 – nay                  |
| Punch Line Max                                | Mages, Fuji TV       | Ginichi                      | Tháng 11 năm 2015 – nay                 |
| Rewrite: Side-B                               | Key                  | Sakana Tōjō                  | Tháng 6 năm 2014[A] – tháng 7 năm 2015  |
| Ro-Kyu-Bu!                                    | Sagu Aoyama          | Yūki Takami                  | Tháng 6 năm 2014[A] – nay               |
| Sakura-sō no Pet na Kanojo                    | Hajime Kamoshida     | Hōki Kusano                  | Tháng 6 năm 2014[A] – tháng 7 năm 2015  |
| Sengoku Koihime: Otome Kenran Sengoku Emaki   | BaseSon              | Yukino Amagai                | Tháng 6 năm 2014 – nay                  |
| Sword Art Online: Caliber                     | Reki Kawahara        | Shii Kiya                    | Tháng 9 năm 2014 – nay                  |
| Sword Art Online: Progressive                 | Reki Kawahara        | Kiseki Himura                | Tháng 6 năm 2014[T] – nay               |
| Tenshi no 3P!                                 | Sagu Aoyama          | Yuzu Mizutani                | Tháng 7 năm 2014 – nay                  |
| The Awakened Fate Ultimatum                   | Nippon Ichi Software | Peke                         | Tháng 11 năm 2014 - tháng 5 năm 2015    |
| Tōshin Toshi III                              | AliceSoft            | Gō Yabuki                    | Tháng 10 năm 2015[B] – nay              |
| Washio Sumi wa Yūsha de Aru                   | Takahiro             | Mottsun*                     | Tháng 8 năm 2014 – nay                  |
| Yagate Maken no Alicebell                     | Chūgaku Akamatsu     | Gekka Urū                    | Tháng 6 năm 2014 – nay                  |
| Yūki Yūna wa Yūsha de Aru                     | Takahiro             | Tōko Kanno                   | Tháng 2 năm 2015 – nay                  |